# Eisenbahngesellschaft der Islamischen Republik Iran

Das iranische Eisenbahnnetz (2020)

Die Eisenbahngesellschaft der Islamischen Republik Iran (persisch شركت راه‌آهن جمهوری اسلامی ایران Scherikat-e Rah Ahan-e Djomhouri-e Eslami Iran) (RAI) ist eine staatliche Gesellschaft, die das Eisenbahnnetz im Iran besitzt und betreibt.

## Organisation

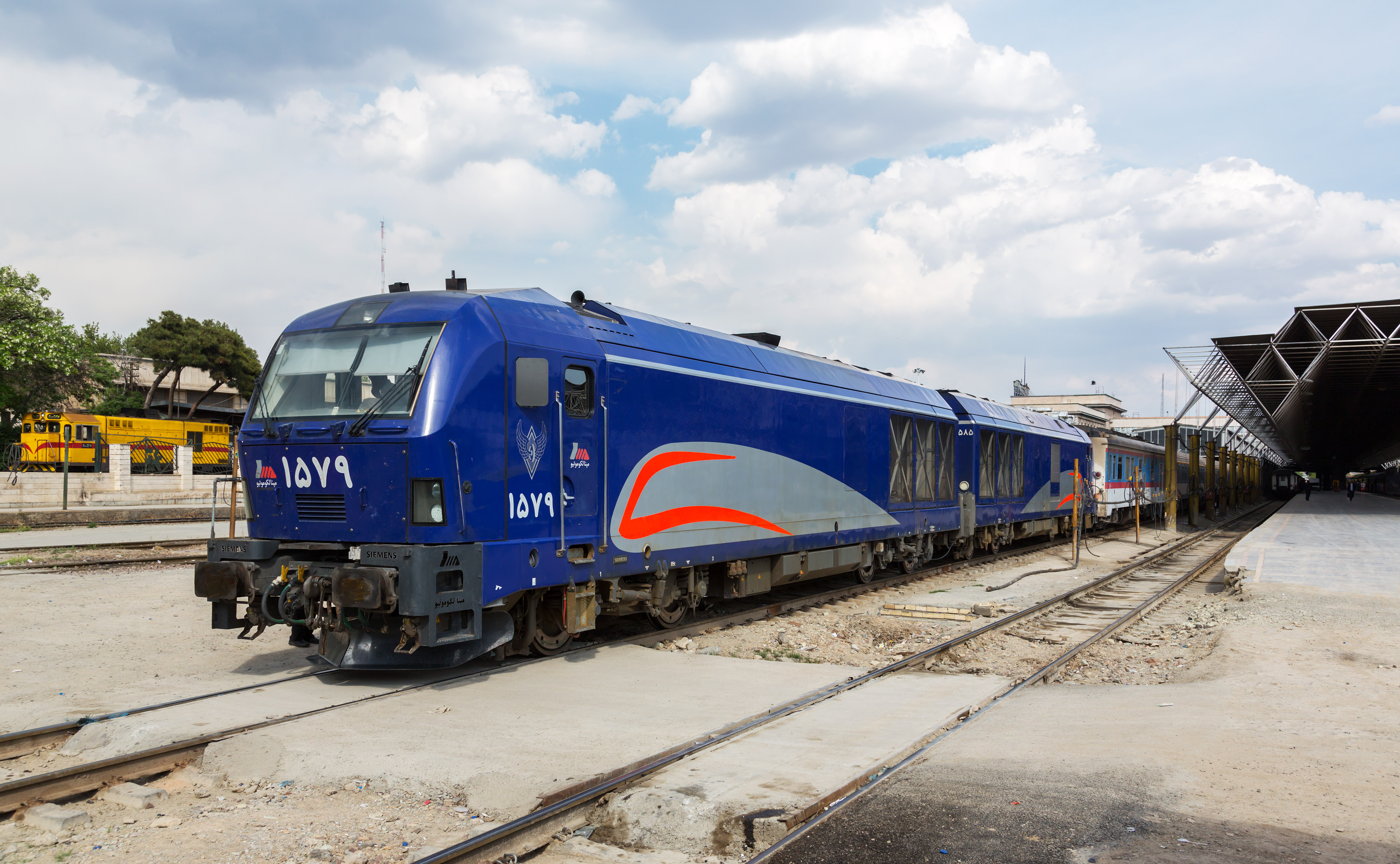
Siemens EuroRunner Lok der Eisenbahngesellschaft der Islamischen Republik Iran

Die Gesellschaft untersteht der Aufsicht des Ministeriums für Straßen und Verkehr. Die Eisenbahninfrastruktur wird durch die Gesellschaft betrieben, der Eisenbahnverkehr dagegen seit 1996 durch zwei getrennte Tochterfirmen durchgeführt:
- Raja Rail Transportation seit 1996 für Personenzüge[2][3]
- Railway Transportation Company, eine Gesellschaft für den Güterverkehr

Darüber hinaus gibt es im Iran eine Reihe weiterer überwiegend privatrechtlich organisierter und nicht der IRIR gehörender Eisenbahnverkehrsunternehmen, die Eisenbahnverkehr anbieten.

## Verkehr
2011 beförderte die iranische Eisenbahn 29 Millionen Reisende mit 21 Milliarden Personenkilometern, etwa ein Viertel davon entfiel auf die IRIR. Die Fernverbindungen des Personenverkehrs werden in der Regel von privaten Anbietern gefahren. Auch der Güterverkehr ist größtenteils privatisiert.

## Netz
Das abgesehen von den grenzüberschreitenden Abschnitten nach Pakistan und Turkmenistan vollständig in Regelspur (1435 mm) ausgeführte Netz wird ständig erweitert, unter anderem durch den Lückenschluss nach Pakistan 2009 (Bahnstrecke Zahedan–Quetta) sowie durch neue grenzüberschreitende Strecken in den Irak (2011 teilweise fertiggestellt), nach Turkmenistan (eröffnet: 2014) und Afghanistan (im Bau).

## Geschichte
Erstes größeres Bahnprojekt im Iran war die Transiranische Eisenbahn, die ab dem Ende der 1920er Jahre unter Reza Schah als Nord-Süd-Strecke zwischen Persischem Golf und Kaspischem Meer errichtet und 1938 in Betrieb genommen wurde. Der Ausbau des Netzes wurde bis 1979 fortgeführt, dann zunächst aufgrund der Revolution und des Kriegs gegen den Irak ausgebremst und wird seit Beginn der 1990er Jahre der Ausbau des Netzes erneut vorangetrieben.
Während der COVID-19-Pandemie 2020 ergriff die RAI umfangreich Maßnahmen, um die Ausbreitung des Coronavirus (COVID-19) einzudämmen, unter anderem mit eingeschränktem Fahrplan.